# José Batres Montúfar
José Batres Montúfar (San Salvador, El Salvador, 18 de marzo de 1809 - Ciudad de Guatemala, Guatemala, 9 de julio de 1844), escritor, político, ingeniero y militar que nació en la ciudad de San Salvador; hijo de José Mariano Batres y Asturias y de Mercedes Montúfar y Coronado. Provenía de la vieja alcurnia de familias coloniales. Se le ha llamado el mejor poeta guatemalteco del siglo xix, por su obra intelectual sin parangón en las letras de ese tiempo en Guatemala, sólo comparable a lo que consiguió en la prosa el novelista José Milla y Vidaurre, promotor de la difusión de las composiciones de Batres Montúfar, prontamente olvidadas incluso en las décadas siguientes a su deceso. Entre muchos de los escritores que lo mencionaron, como Menéndez y Pelayo y José Martí, el célebre erudito de la literatura hispanoamericana Pedro Henríquez Ureña diría de él: «El mejor de los poetas dotados del don del humor».
Pepe Batres -como familiarmente se le llamara-, recibió una educación esmerada; su padre le dio las primeras lecciones literarias y le enseñó la música, la lengua francesa y los principios de honradez y caballerosidad tradicionales en la familia, que formaron el fondo del carácter del poeta. Fue aficionado a la lectura, aprendió el latín, y leía y hablaba perfectamente el francés. Se nutrió con la lectura de los clásicos griegos y latinos y con los escritos más representativos de las lenguas española, y francesa. Trascurrió su infancia y tiempo de formación entre la gran efervescencia social que propició la independencia de Guatemala de la dominación española, en los primeros y revoltosos años de la guerra civil centroamericana. Su familia, atrapada entre las luchas que enfrentaron al general liberal Morazán con la conservadora República Federal de Centro América, perdió bienes y posición social, tras la expulsión de los conservadores del clan Aycinena de  Centroamérica en 1829. Posteriormente fue recuperando su posición, especialmente tras la entrada definitiva del general Rafael Carrera a Guatemala el 14 de abril de 1839, cuando el poeta fue nombrado como jefe político de Amatitlán.

## Biografía

### Sus primeros años

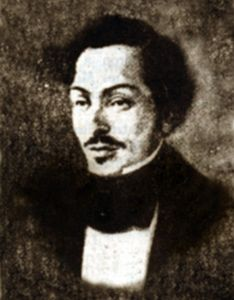
Retrato de José Batres Montúfar.

En los años de su juventud destacó por su claro talento y su imaginativa conversación. La posición social de su familia, aristocrática y de abolengo criollo, le permitió una vida cómoda. Sus inquietudes iniciaron casi con la misma independencia de Guatemala. En 1824 ingresó a la Escuela de Cadetes establecida en Palacio por acuerdo del Gobierno Federal y dirigida por su próximo pariente, el coronel de Artillería don Manuel Arzú. Se distinguió en aquel centro por su inteligencia, sobresalió en el estudio de las matemáticas y del arte militar y al concluir el curso, fue promovido al grado de Oficial de Artillería.
En 1826, durante la guerra civil centroamericana y con solamente 18 años de edad, tomó parte en la batalla de Milingo y en la localidad de mexicanos fue hecho prisionero por los salvadoreños. Estuvo en prisión casi un año, junto con Miguel García Granados, futuro líder liberal, quien dijo de él en su Memorias:
| «Los Montúfares tenían buenos libros -dice- y yo todos los leí. Como algunos de éstos estaban en francés, que yo entonces no entendía, Pepe Batres me dio lecciones de traducción y en pocos días pude ya leerlos. En cambio, yo le daba de inglés y admiré la facilidad y prontitud con que aprendió a traducir esa lengua». —Miguel García Granados |

El poeta volvió a Guatemala en 1830 tras la derrota de Mariano de Aycinena, gobernador conservador de Guatemala, y del exilio y despojo de bienes de los miembros del conservador Clan Aycinena, al que su familia pertenecía. Su melancolía inteligente y sentido inconformista le sirvieron, «tanto en la vida como en la obra», según opinara el poeta Luis Cardoza y Aragón, «como un refugio ante la sociedad con visos feudales de atraso en la que vivió y que, por eso, satirizó con virulencia». Trabó amistad con la también escritora lírica María Josefa García Granados —a quien él llamaba «Pepita»— quien era la hermana mayor de Miguel García Granados y quien, como ellos, sufrió la expropiación de sus bienes y persecución tras la toma de Guatemala por el general liberal hondureño Francisco Morazán el 12 de abril de 1829.

### Carrera militar y política
El 25 de agosto de 1838 fue dado de alta en la primera compañía de la brigada de artillería, con el grado de capitán comandante.
El 13 de abril de 1839 el líder campesino y clerical Rafael Carrera tomó por sorpresa la plaza de Guatemala.  Tanto el gobernador Carlos Salazar Castro como los principales líderes liberales huyeron de Guatemala y Carrera restituyó a Mariano Rivera y Paz, como gobernador del Estado de Guatemala. Rivera Paz a su vez nombró general en jefe del Ejército a Carrera, aunque en realidad era Carrera quien tenía el mando absoluto en Guatemala. Ese mismo día Rivera y Paz nombró a Montúfar como jefe político de Amatitlán
El 29 de mayo de 1839 se restableció la Asamblea Constituyente que se había convocado en 1838 y que había sido disuelta por Morazán.  El gobierno de Rivera y Paz estableció pactos de amistad y alianza con Honduras en mayo, con el Salvador en junio, con Nicaragua en julio y con Costa Rica en agosto; también permitió que regresar el arzobispo metropolitano que había sido expulsado por los liberales, clausuró la Academia de Ciencias y restituyó la Nacional y Pontificia Universidad de Carlos Borromeo, y restableció la Sociedad de Amigos del País y el Consulado de Comercio, principales entes gremiales de los miembros del conservador clan Aycinena.
Los liberales contraatacaron e intentaron alzarse nuevamente en el Estado de Los Altos, pero fueron reducidos por Carrera; tras esta acción, el general Francisco Morazán intentó retomar el control del estado de Guatemala, pero fue derrotado contundentemente por el general Carrera en la Ciudad de Guatemala en 1840.  Batres Montúfar peleó por última vez, con las tropas conservadoras del general Rafael Carrera que rechazaron la invasión del liberal de Morazán.

### Carrera de ingeniería
En mayo de 1844, Batres Montúfar causó baja en el ejército, por motivos de enfermedad. Anteriormente dispuso estudiar ingeniería y el 14 de diciembre de 1835, obtuvo el título de ingeniero topógrafo. En 1837, el Gobierno de la Federación ordenó que una comisión de ingenieros explorara el río San Juan de Nicaragua, con el fin de ver si era posible construir por cuenta del Estado el canal que, aprovechando las aguas de aquel río y de los grandes lagos de la región, comunicara los dos océanos e hiciera de Centroamérica un emporio de comercio, como habían soñado distinguidos compatriotas. Con tal objeto se nombró al ingeniero inglés John Baily para dirigir los trabajos de exploración, y a José Batres Montúfar para acompañarle como ingeniero auxiliar. El poeta partió para Nicaragua en compañía de su joven hermano Juan, que le amaba entrañablemente y que quiso compartir con él las fatigas y penalidades de la empresa. La comarca del río San Juan era casi desconocida, cubierta de espesa selva tropical, inexplorada y llena de peligros para la vida humana. En medio de ese cuadro de salvaje belleza natural, los hermanos Batres lucharon por abrirse camino desde el corazón del Continente hasta el mar. Privados de los elementos más necesarios para sobrevivir en tierra tan inhóspita, se rindieron a la fatiga, a las privaciones y a la enfermedad. El menor, Juan, que apenas contaba con veintiún años, pereció víctima de la fiebre palúdica, hecho que Batres versificó como elegía en el poema San Juan:
| De fieras poblado, de selvas cubierto que vieron erguidas cien siglos pasar, allá en Nicaragua se extiende un desierto ¡Su historia… ninguna! Su límite… el mar. |

## Muerte
En abril de 1838, Batres Montúfar volvió a Guatemala, enfermo del cuerpo y del alma, muertas sus últimas ilusiones y sufriendo espantosos dolores físicos que acabaron de entristecer su ánimo. El 13 de mayo de 1839 fue nombrado para ocupar el cargo de corregidor del departamento de San Juan Amatitlán. Tres años después, fue elegido en 1842, diputado a la asamblea legislativa por el departamento de San Marcos. La Sociedad Económica de Amantes de la Patria -club de los miembros del Clan Aycinena- lo declaró socio asistente el 19 de abril de 1841. Murió en la ciudad de Guatemala, el 9 de junio de 1844, a los 35 años de edad.

## Obra

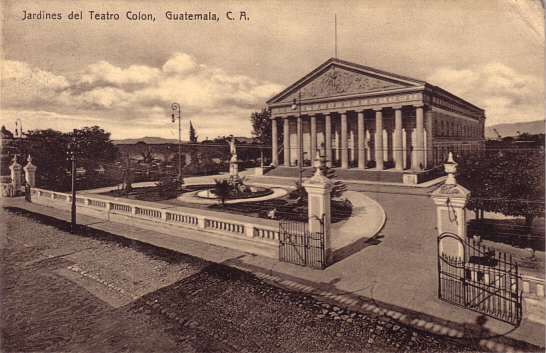
Teatro Colón tras su remodelación en 1892.

Fue un insigne escritor perteneciente a la escuela romántica, considerado como el más grande poeta guatemalteco del siglo xix. Su producción poética y sus inigualables obras del género jocoso se valieron de la sátira y la ironía fina para rebelarse contra el estamento semicolonial que oprimía, hasta cierta manera, una personalidad tan crítica como la suya. De ahí que sus descripciones costumbristas de la primera mitad del siglo xix en Guatemala estén logradas con acierto como piezas literarias de valor. Compuso parte de su poesía en octavas reales, al modo de las novelas del italiano Giambattista Casti, a quien admiraba. Además de Casti, sería ávido lector de Byron, cuyo influjo en El reloj es tangible. Mucha de su obra inédita sería destruida por su familia tras su muerte, preocupada por la polémica que en ellas había. Otra idea estética importante que puede descubrirse en la poesía de Batres es su preocupación por la belleza ideal. Presenta, en poemas como El reloj y en otros libros de costumbres, personajes “grotescos” o “inmorales”, que rompen con el molde de lo armonioso y consistente. Entonces, una vez en el juego dialéctico, puede descubrirse lo bello en oposición a lo feo y el bien (moral) en oposición al mal (transgresión).

### Crítica
Dice Rubén Darío de Batres Montúfar: "Las octavas de Batres Montúfar ríen solas. Ya se miran, al leerle, las pelucas empolvadas de los nobles de Santiago de los caballeros, las damas con sus trajes á la española, y las cabalgadas de los días de alegría y jolgorio. Narra en el verso ligero con tanta gracia como soltura; y hay que ver esos rosarios de consonantes que parecen imposibles y que fáciles triunfan."  Agrega Darío que Reloj y Falsas apariencias son dos joyuelas de la literatura americana.

### Obras más famosas

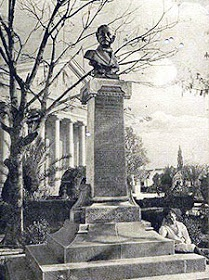
Busto de José Batres Montúfar instalado en el remodelado Teatro Colón.

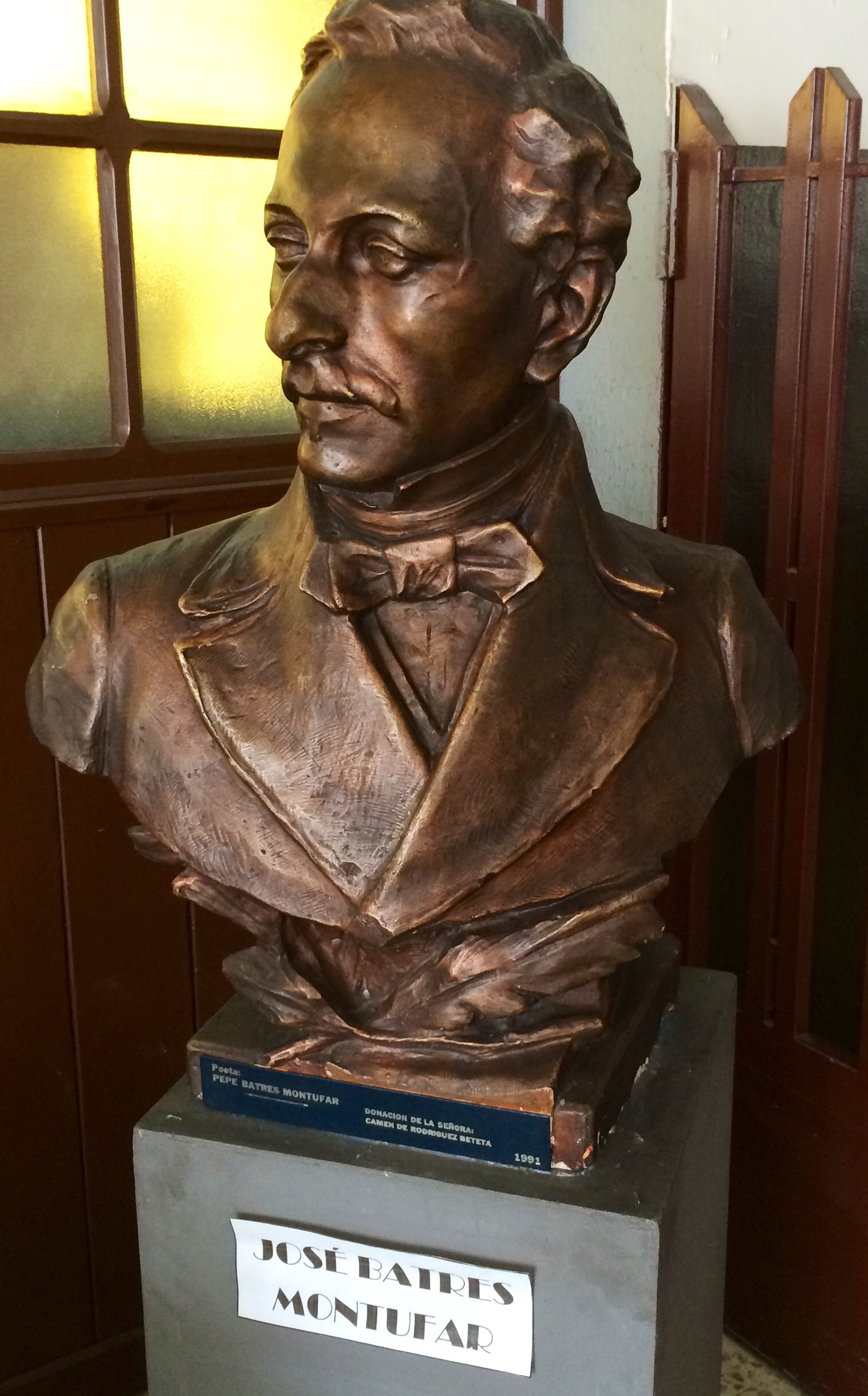
Busto de José Batres Montúfar, que se encontraba en el Teatro Colón antes del terremoto de 1917-18.
Fue restaurado y donado a la Biblioteca Nacional de Guatemala.

Entre sus obras más famosas se encuentran aquellas que bajo el título común de Tradiciones de Guatemala, constituyen notables poemas narrativos y satíricos como:
- Las falsas apariencias
- Don Pablo
- El reloj

Sus obras líricas son los poemas:
- Yo pienso en ti
- San Juan
- El suicidio
- Al Volcán de Agua

## Monumento
En 1852 cuando Juan Matheu y Manuel Francisco Pavón Aycinena, miembros del conservador Clan Aycinena y consejeros del presidente- presentaron a Rafael Carrera un nuevo plan.  Ya aprobado el proyecto, Carrera comisionó al propio Matheu y a Miguel Ruiz de Santisteban para construir el teatro. Cuando la obra se puso en marcha, estuvo a cargo del ingeniero Miguel Rivera Maestre, pero éste renunció poco después, siendo sustituido por José Beckers, profesional especializado en Alemania, quien construyó las fachadas de marcado helenismo y agregó un vestíbulo. La edificación de este teatro fue el primer proyecto monumental de la era republicana del país, aprovechando que finalmente este vivía una época de paz y prosperidad.
En la Guía Appleton de México y Guatemala de 1884, el teatro fue descrito así: «En el centro de la plaza está el Teatro, igual en tamaño y elegancia a cualquiera de la América española.  Hileras de naranjales y otros árboles de flores brillantes y fragancias deliciosas rodean al edificio mientras que estatuas y fuentes colocadas a ciertos intervalos embellecen aún más el paseo.
Tras la Reforma Liberal de 1871, el teatro se llamó simplemente Teatro Nacional.   En 1892, se elevó un frontón triangular en dos o tres metros, para darle más elegancia sustituyéndose el escudo de la República de Guatemala del gobierno conservador de Rafael Carrera por una alegoría en alto relieve.  Removieron los naranjos que crecían a la orilla de la banqueta las estatuas mitológicas y las fuentes que remataban las esquinas de la octava y novena calles, en la parte oriental de la plazoleta y se embelleció el paseo con modernos jardines y artísticas grutas y se erigió el busto de Batres Montúfar en el ángulo noroeste del parque.
Cuando se realizó la conmemoración del Cuarto Centenario del Descubrimiento de América en el año de 1892, la comunidad italiana que radicada en Guatemala donó una estatua del marino genovés Cristóbal Colón, la cual fue colocada al lado del Teatro, el que se llamó desde entonces Teatro Colón.
El Teatro Colón fue dañado por los terremotos de 1917-18 y permaneció en ruinas hasta 1923; no fue demolido antes, primero por la incapacidad del gobierno del licenciado Manuel Estrada Cabrera para realizar las labores de descombramiento y luego por la revolución de 1920 para derrocar al presidente Estrada Cabrera, y el golpe de Estado de 1921 del general José María Orellana que derrocó al presidente Carlos Herrera.  En su lugar se instaló un mercado cantonal.